# Pas de deux

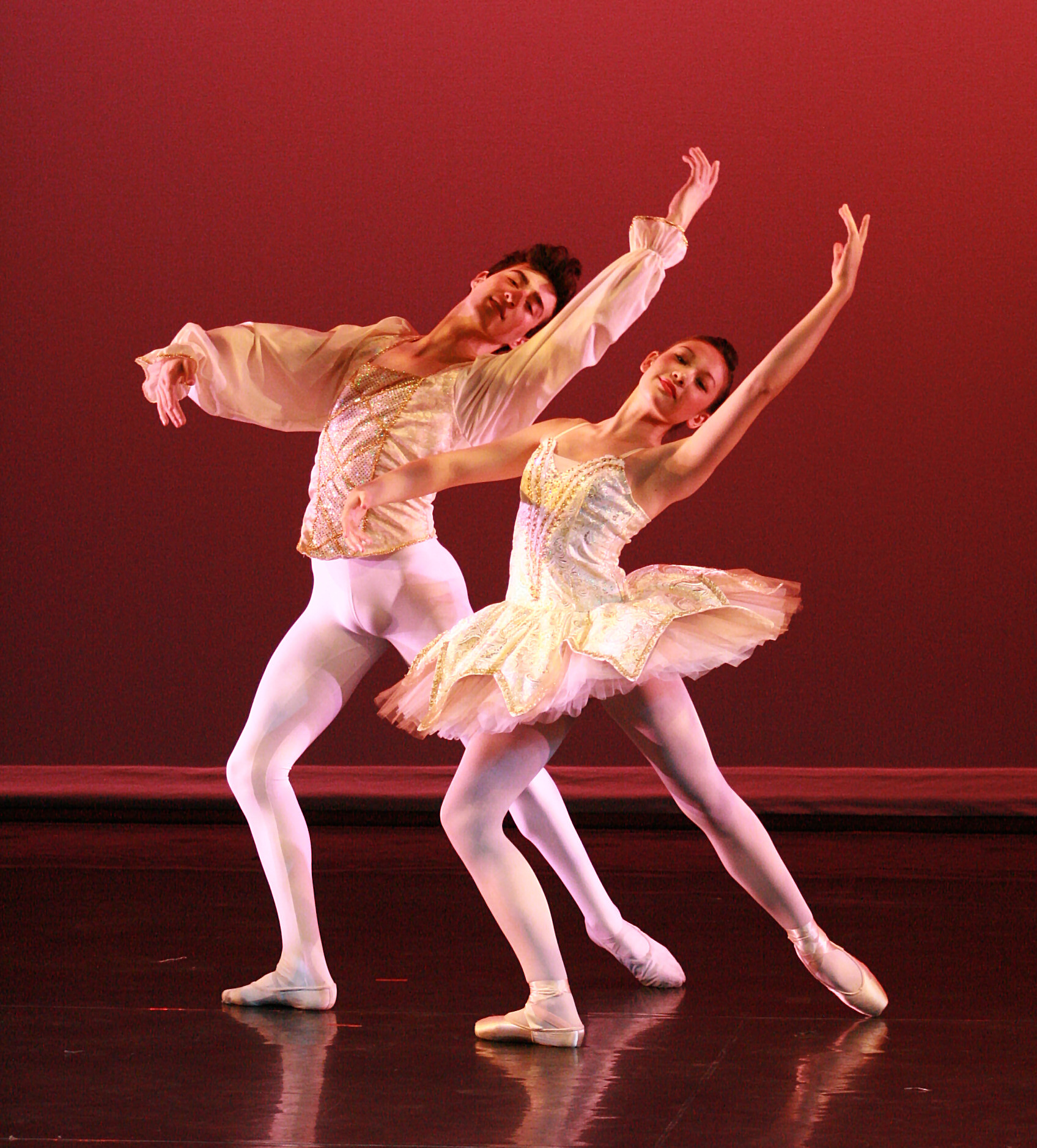
Pas de deux z baletu Paquita – Entrée (vstup)

Pas de deux (francouzsky „krok dvou“) je v baletu taneční duet, ve kterém dva tanečníci, typicky muž a žena, společně předvádějí baletní kroky. Je charakteristické pro klasický balet a lze je vidět v mnoha známých baletech, včetně Šípkové Růženky, Labutího jezera a Giselle. Nejčastěji je tančí muž a žena (tanečník a baletka), i když existují výjimky, jako například ve filmu Bílé noci, kde pas de deux hrají Michail Baryšnikov a Gregory Hines.

## Grand pas de deux

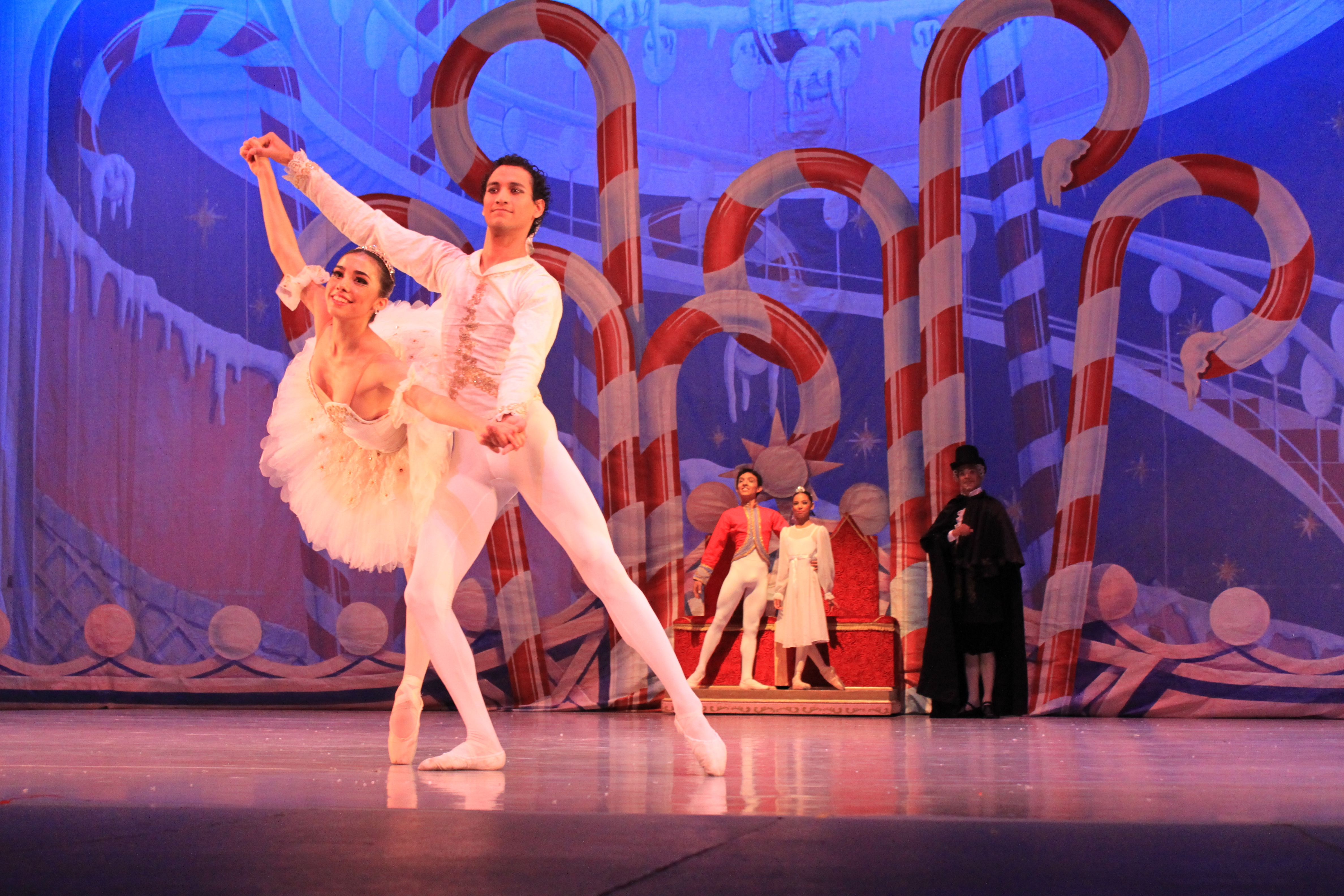
Louskáček (2011), grand pas de deux

Grand pas de deux je strukturované pas de deux, které má obvykle pět částí: Entrée (úvod), adagio, dvě variace (sólo pro každého tanečníka) a coda (závěr). Je to soubor tanců, které sdílejí společné téma, často symbolické pro milostný příběh nebo partnerský vztah k lásce, přičemž tanečníci zobrazují projevy láskyplných citů a myšlenek mezi romantickými partnery. Je považováno za bravurní vrchol baletu a obvykle jej provádí přední dvojice hlavních tanečníků.

### Entrée
Entrée (doslova „vstup“) slouží jako krátká předehra a také jednoznačně označuje začátek taneční suity. Během entrée se tanečníci s velkou parádou objeví na jevišti, navzájem se uznávají a připravují se na následující adagio blízko sebe. V závislosti na choreografii mohou baletka a tanečník vstoupit na scénu současně nebo v různých časech.

### Adagio
Adagio („pomalu“) jako část grand pas de deux představuje půvabné a propracované partnerství tanečního páru. V adagiu předvádí baletka elegantní, často pomalé a vytrvalé pohyby, zatímco ji tanečník podpírá. Tanečník se na oplátku snaží zachovat rovnováhu, zdánlivě nenucenou sílu a zároveň poskytovat baleríně oporu. Tanečník může balerínu podpírat různými běžnými způsoby, včetně zvedání, držení, držení během otáček a nabízení pevné paže nebo ruky, aby ji mohla použít jako „virtuální barre“, když provádí balancování, které by bez pomoci bylo obtížné nebo nemožné.

Příklady
Arabeska
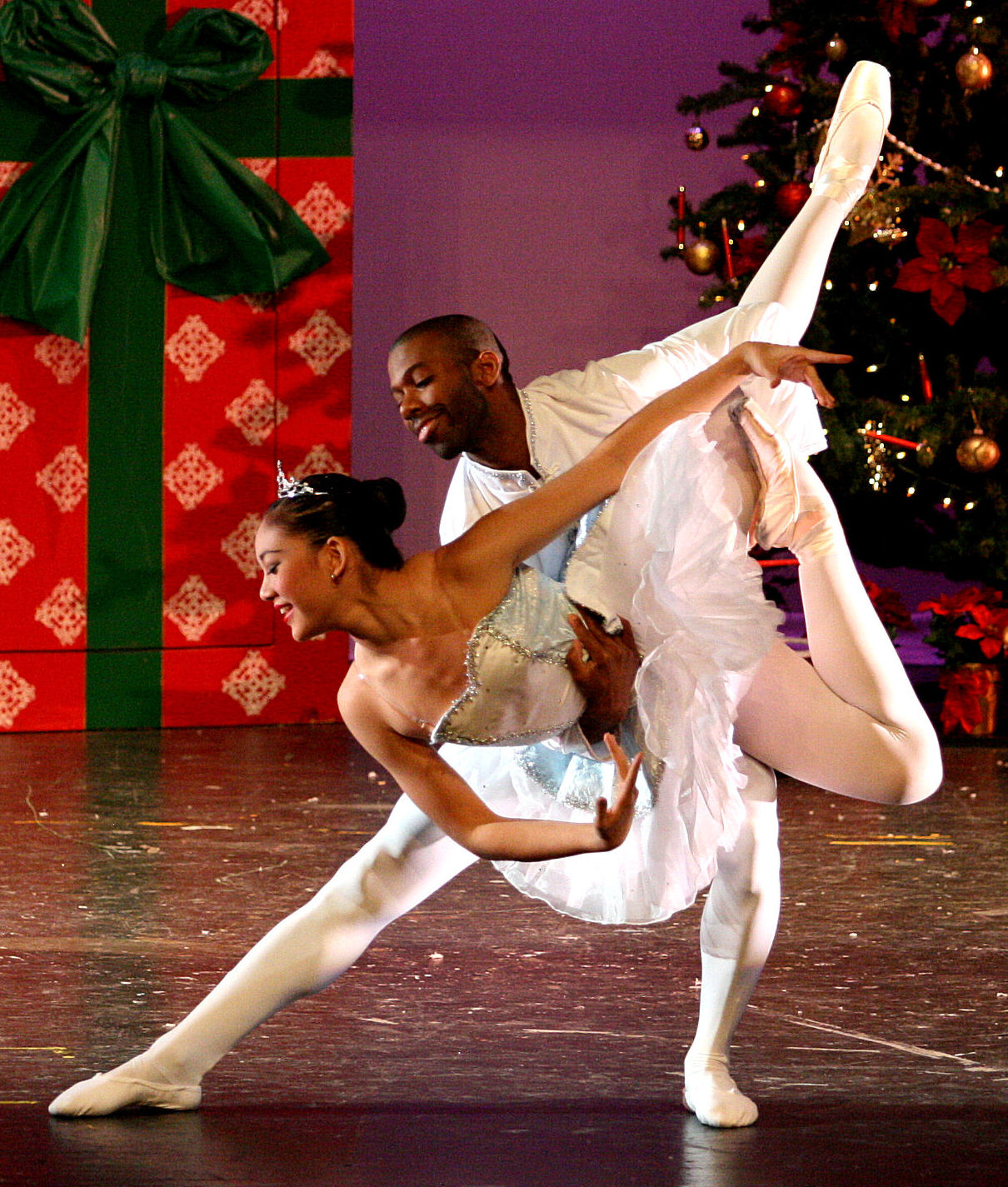
Fish dive
Partnerské piruety

### Variace
Po dokončení adagia se tanečníci oddělí a každý tanečník uprostřed jeviště předvádí svou variaci (sólový tanec). Obecně mají variace předvést velkolepé, akrobatické skoky a obraty, stejně jako dovednosti a atletiku jednotlivých tanečníků. Jako první se obvykle provádí variace tanečníka, poté následuje variace baletky.

Příklady
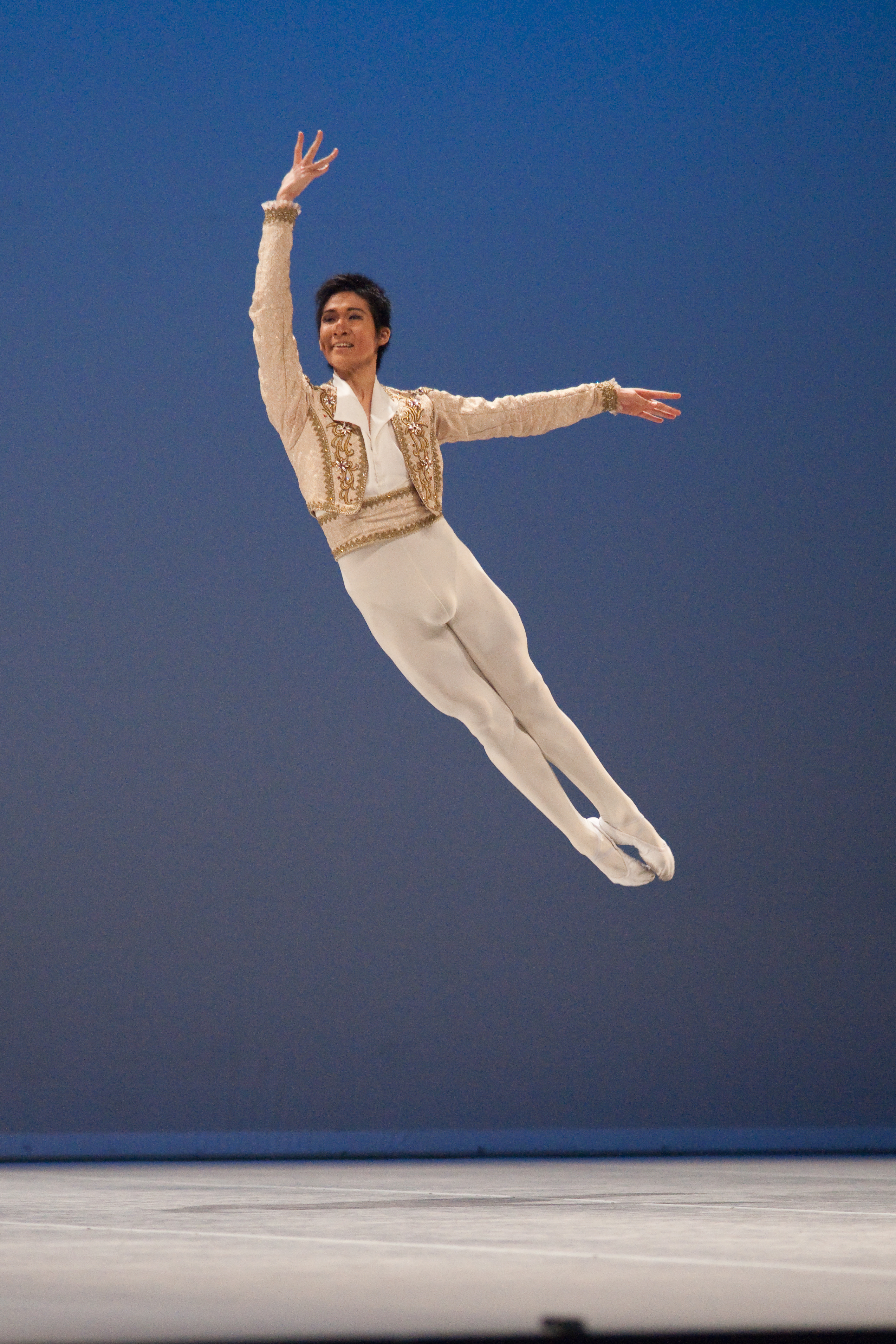
Variace z Dona Quijota na Prix de Lausanne 2010
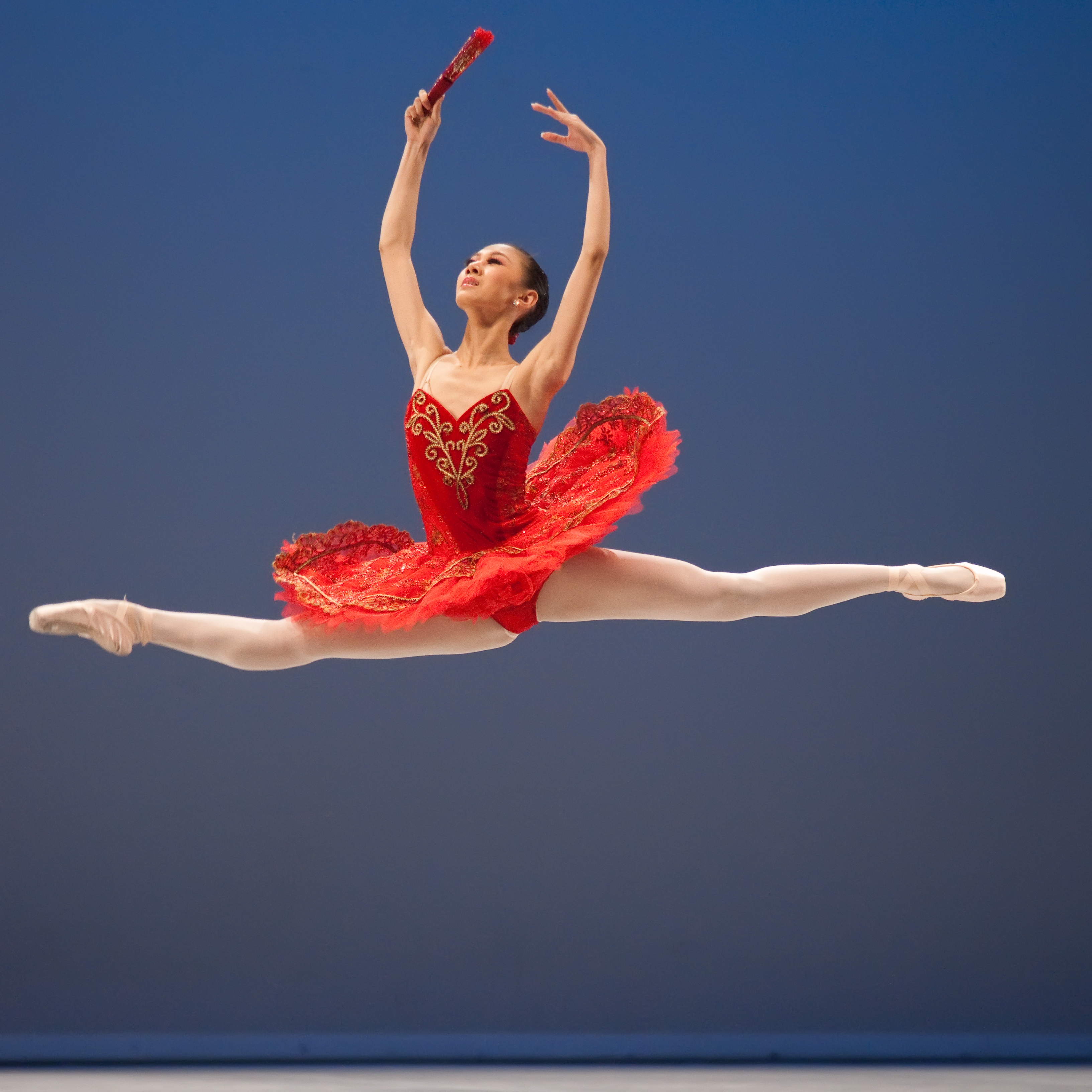
Grand jeté

### Coda
Coda (doslova „ocas“) je závěrečným segmentem „velkého pas de deux". Typicky se jedná o rekapitulaci dřívějších částí grand pas de deux, sestává z prvků, které jsou charakteristické pro adagio, variace nebo obojí, a končí za velkého hudebního vyvrcholení.

## Historie

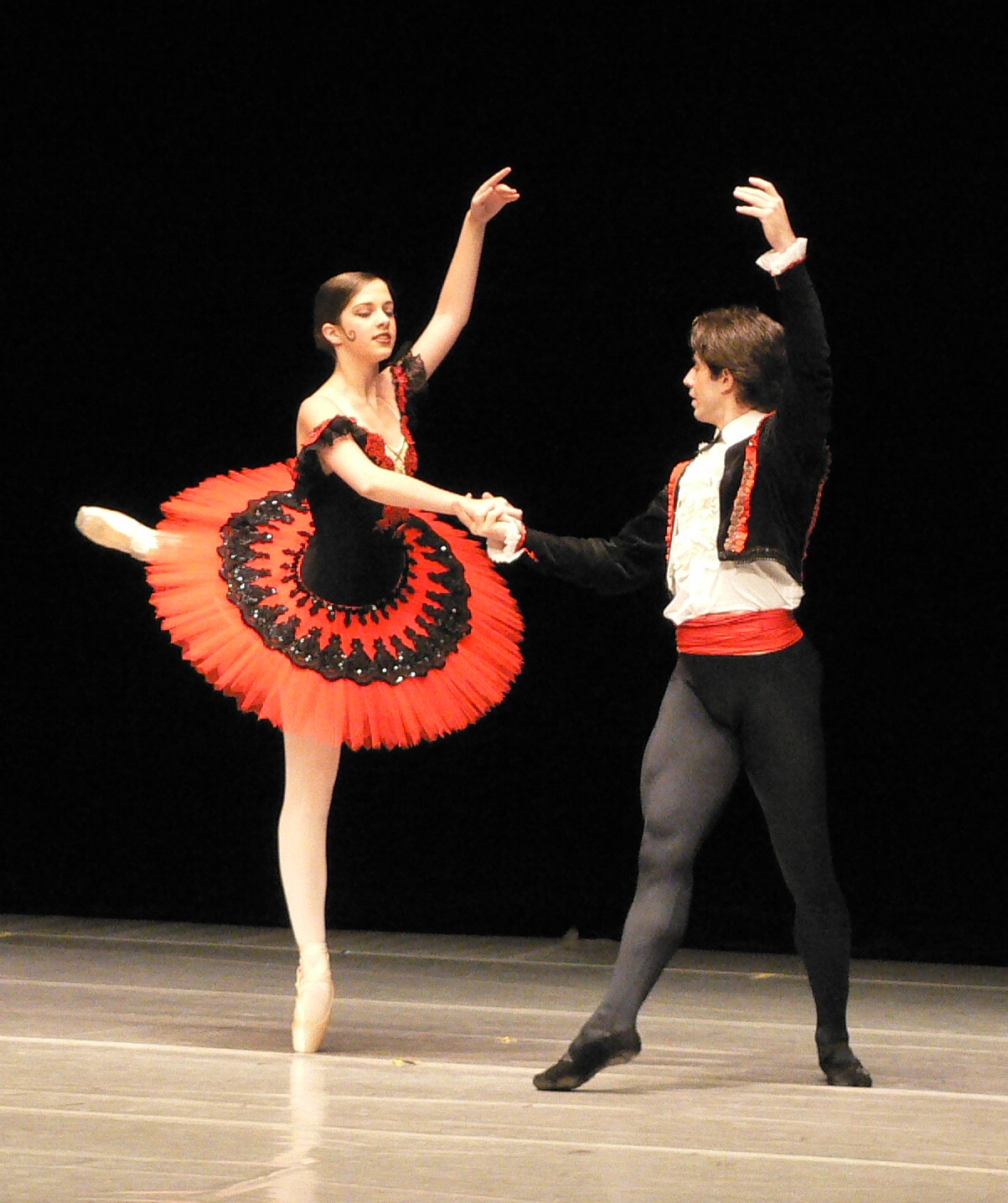
Grand Pas de deux from Don Quixote

Prvky grand pas de deux se poprvé objevily na počátku 18. století jako zahajovací akty oper a baletů, ve kterých pár předváděl stejné taneční kroky, někdy i když se držel za ruce. V té době a po celé období baroka se baletní partnerský tanec vyvíjel k dramatičtějšímu obsahu. Například v baletu The Loves of Mars and Venus („Lásky k Marsu a Venuši") z roku 1717 se Mars (tanečník) snažil vykreslit galantnost, úctu, vášnivou lásku a zbožňování, zatímco Venuše projevovala ostych, vzájemnou lásku a toužebné pohledy.
Koncem 18. a začátkem 19. století se objevilo romantické pas de deux, které zahrnovalo bližší fyzický kontakt partnerů a tak znázorňovalo lásku dvojice a dokreslovalo nejpoetičtější momenty baletu. S postupem 19. století se tato forma stala výkladní skříní dovedností tanečníků a tanečnic. Balety konce 19. století – zvláště ty Mariuse Petipy – zavedly koncept grand pas de deux, který často sloužil jako vyvrcholení scény nebo celého představení. Jednalo se o konzistentní formát entrée a adagia dvojice předních tanečníků a tanečnic, po němž následovala virtuózní sóla (nejprve muž a poté žena) a finále.
Během 20. století se grand pas de deux více začlenilo do příběhu baletu a se stále akrobatičtějším obsahem: Maurice Béjart v baletu Chant du compagnon errant („Píseň o toulavém společníkovi"), George Balanchine v Agonu nebo Akram Khan a Sidi Larbi Cherkaoui v Zero Degree. Slavné dámské pas de deux se podepsalo na současném tanci v roce 1982, kdy choreografii moderního tance Fase od Anne Teresy De Keersmaeker tančila Michèle Anne De Mey.

## SlavnáPas de deux
- Labutí jezero, 3. Akt: pas de deux černé labutě Odilie s princem Siegfriedem
- Louskáček, 2. Akt: pas de deux Kláry a louskáčka
- Šípková Růženka, 3. Akt: pas de deux při svatební slavnosti
- Giselle, 2. Akt: pas de deux Giselly a prince Albrechta
- Don Quichotte, 3. Akt: pas de deux Kitri a Basilia
- Spartakus, 3. Akt: pas de deux Spartaka a Phrygia
- Esmeralda, pas de deux Esmeraldy a Pierra Gringoire
- Talisman, pas de deux Elly a Uragana
- La fille mal gardée pas de deux Lisety a Colina